# Siciliansk (sprog)
 For alternative betydninger, se Siciliansk. (Se også artikler, som begynder med Siciliansk)
Siciliansk er et romansk sprog, der tales på Sicilien, men der savner status som officielt sprog. Sproget har influenser fra græsk, latin, arabisk, spansk og fransk.
| Sprog | Spire Denne artikel om sprog er en spire som bør udbygges. Du er velkommen til at hjælpe Wikipedia ved at udvide den. |